# Renaud (opera)
Renaud è una tragédie-lyrique in 3 atti di Antonio Sacchini, su libretto di Jean-Joseph Leboeuf (o Le Boeuf), andata in scena a Parigi il 28 febbraio 1783. Il soggetto dell'opera è ispirato ai canti XVII e XX della Gerusalemme liberata di Torquato Tasso e, più direttamente, all'omonima tragedia in cinque atti dell'abbé Simon-Joseph Pellegrin (Renaud, ou La suite d'Armide), che era stata musicata nel 1722 da Henry Desmarest e che si poneva, dal punto di vista della trama, come la continuazione dell'Armide di Lully/Quinault. Nell'Avertissement al libretto, Leboeuf riconosceva il suo debito, ed anche i veri e propri imprestiti, nei confronti del "sì fecondo" predecessore, ma giustificava il suo intervento con le esigenze di diverso taglio drammatico, determinate dai recenti sviluppi dell'arte lirica. Secondo Théodore de Lajarte, Lebouf fu assistito, nella redazione del libretto, da Nicolas-Étienne Framery, "traduttore consueto delle opere di Sacchini".

## Le vicende storiche
La première si tenne il 28 febbraio 1783, alla presenza della regina Maria Antonietta, protettrice del musicista, nell'Académie Royale de Musique et de Danse (Opéra, Salle du Théâtre de la Porte-Saint-Martin) di Parigi, con la coreografia di Maximilien Gardel, aîné, e con un cast composto dai maggiori artisti dell'Académie: tra essi, il primo tenore (haute-contre) Joseph Legros (o Le Gros) e il soprano "di lungo corso" Rosalie Levasseur (per entrambi i quali le parti, rispettivamente, di Renaud e di Armide, costituirono i ruoli d'addio alle scene, l'astro nascente Marie-Thérèse Maillard, anch'ella soprano, nella parte di Antiope, e il baritenore profondo François Lays, in quella di Hidraot.
Il Renaud costituiva l'opera di esordio all'Académie Royale da parte di Sacchini, il quale si era risolto ad accettare le sollecitazioni dell'amico Framery, grande estimatore della musica italiana, a trasferirsi a Parigi da Londra, anche per sfuggire ai debiti ed alle difficoltà che ormai gli rendevano difficoltosa la vita nella capitale britannica. Il soggetto tassesco dell'opera non gli era, in un certo senso, nuovo: egli aveva già musicato un'Armida a Milano nel 1772, su libretto di Jacopo Durandi (o Giacomo Duranti), e poi aveva rielaborato l'opera per Londra nel 1780, con il nuovo titolo di Rinaldo, solo che le vicende trattate in questi lavori costituivano in effetti soltanto l'antefatto di quelle narrate nel libretto predisposto da Leboeuf per Parigi, con la collaborazione del Framery.
L'opera ebbe una buona riuscita, "grazie soprattutto alla partitura di Sacchini, la quale contiene delle pagine superbe", e fu messa in scena ben cinquantuno volte nel biennio successivo. Essa fu poi ripresa in altre settantasei occasioni, tra il 1789 e il 1795, ed ebbe infine un breve revival nel 1815, con altri tre spettacoli. In totale quindi, il lavoro raccolse un numero di centotrenta rappresentazioni all'Opéra prima di uscire definitivamente di repertorio.

## Soggetto
L'azione è ambientata in Terrasanta durante la Prima Crociata. Tra parentesi sono indicati i brani ritenuti notevoli da Lajarte, e che, secondo Pitou, ricevettero la miglior accoglienza da parte del pubblico.

### Antefatto
La principessa di Damasco e maga, Armida, innamoratasi del crociato Rinaldo (Renaud), riesce momentaneamente ad indurlo a contraccambiarla, grazie ad un incantesimo, e ad unirsi a lei. Tuttavia, due cavalieri compagni d'arme di Rinaldo, riescono alla fine a rintracciarlo ed a rompere l'incantesimo: Rinaldo può quindi riprendere il proprio posto tra i guerrieri crociati ed Armida viene abbandonata, in preda al furore e alla disperazione.

### Atto primo
Rinaldo si trova al campo saraceno dell'ammirato re di Damasco e padre di Armida, Idraote (Hidraot), per offrire la pace in cambio della rinuncia a Gerusalemme (Solyme) da parte dei musulmani. Idraote e i suoi alleati paiono disposti ad accettare, quando la furibonda Armida irrompe in scena sul suo carro accusandoli di codardia e promettendo la sua mano a chi le porterà la testa del traditore. Partito Rinaldo, i seguaci d'Armida fanno voto di ucciderlo (coro "Arbitre et souverain du sort!") e l'atto si chiude con l'arrivo delle bellicose amazzoni, in un balletto secondo l'uso francese.

### Atto secondo
Mentre Armida, sbollita la rabbia, si scopre ancora innamorata di Rinaldo, Antiope, regina delle Amazzoni, le annuncia che i suoi seguaci stanno tendendo un agguato a tradimento nei confronti del cavaliere. La maga si precipita in suo soccorso, tacciando i suoi di assassini e non di vendicatori, quali lei li aveva voluti. Rimasta sola con Rinaldo (duo "Généreux Inconnu ..."), non riesce ad indurlo, nonostante qualche segno di cedimento, a rinnovare il suo amore per lei, ma lo invita comunque, alla fine, pur nell'incertezza dei sentimenti, a mettersi in salvo. Rimasta sola Armida inveisce contro il sentimento che le sta costando tante lacrime (aria "Barbare Amour ..."). A questo punto entra però in scena Idraote che rimprovera la figlia per aver ceduto all'amore e le annuncia che Rinaldo sta facendo strage nel campo saraceno. Armida si rivolge allora alle potenze infernali ed evoca le Furie (interpretate, come consueto nella tradizione francese, da tre cantanti maschi in travesti, nell'occasione un basso, un tenore baritonale (taille) e una haute-contre), le quali però non riescono ad entrare in scena perché trattenute da una misteriosa forza superiore (coro degli spiriti infernali "Nous sommes retenus ...). Idraote si getta allora nella lotta rinnegando la figlia traditrice e proponendosi di uccidere Rinaldo o di morire lui stesso.

### Atto terzo
La battaglia è terminata ed Armida cerca invano il padre, trovando invece spirante il re indiano Adrasto che le rinfaccia il suo comportamento duplice, che è stato causa, non meno della mano di Rinaldo, della sua morte vicina, ma che lo sarà anche di quella prossima di Idraote, che dovrà seguire la stessa sorte del morente. Armida si rivolge allora al cielo chiedendo di sfogare su lei la sua ira e di salvare invece il vegliardo suo padre, e, quando sente annunciare che Idraote verrà incatenato al carro del vincitore, decide di darsi la morte. È però lo stesso Rinaldo a fermarla cercando invano di rassicurarla, finché non rientra in scena Idraote stesso che le comunica di dovere la vita proprio al crociato. Armida e Rinaldo sono così riconciliati e liberi ormai di dichiararsi il proprio reciproco amore. D'incanto la scena si muta in un palais magnifique e l'opera si chiude in esultanza, tra i canti dei protagonisti, nel ballet général di prammatica.

## Personaggi e interpreti
| Ruolo | Registro vocale del primo interprete | Cast della prima, 28 febbraio 1783 coreografia: Maximilien Gardel, aîné |
| --- | ------------------------------------ | ----------------------------------------------------------------------- |
| Renaud (Rinaldo), principe crociato, amante d'Armide                                                                                                   | haute-contre                         | Joseph Legros                                                           |
| Armide (Armida), principessa di Damasco, amante di Renaud                                                                                              | soprano                              | Rosalie Levasseur                                                       |
| Hidraot (Idraote), re di Damasco e padre d'Armide | basse-taille (basso-cantante)        | François Lays                                                           |
| Adraste (Adrasto), re indiano, amante d'Armida | basse-taille                         | Auguste-Athanase (Augustin) Chéron                                      |
| Tissapherne (Tissaferne), sovrano di Cilicia, amante d'Armide                                                                                          | basse-taille                         | Jean-Pierre (?) Moreau                                                  |
| cavalieri saraceni | haute-contre e taille                | Étienne Lainez e Jean-Joseph Rousseau                                   |
| Mélisse (Melissa), confidente d'Armide | soprano                              | Suzanne Joinville                                                       |
| Doris, confidente d'Armide | soprano                              | M.lle Chateauvieux                                                      |
| Iphise (Ifisa), confidente d'Armide | soprano                              | Anne-Marie-Jeanne Gavaudan, l'aînée                                     |
| Antiope, comandante delle Amazzoni | soprano                              | Marie-Thérèse Davoux (nome d'arte, Maillard)                            |
| Arcas, comandante delle guardie di Hidraot | basse-taille                         | Simon Chenard (o Chénard)                                               |
| una ninfa, corifea | soprano                              | M.lle Le Boeuf                                                          |
| Alecton (Aletto) e Tisiphone (Tisifone) (travesti) | taille e haute-contre                | Étienne Lainez e Jean-Joseph Rousseau                                   |
| Mégère (Megera) (travesti) | basse-taille                         | Jean-Pierre (?) Moreau                                                  |
| coro |                                      |                                                                         |
| Balletto - ballerine: Marie-Madeleine Guimard, Gervais, Anne-Marguerite Dorival, Peslin, Dupré; ballerini: Auguste Vestris, Maximilien Gardel, Nivelon |                                      |                                                                         |

## Registrazioni
Esiste un'unica registrazione completa dell'opera:
- Marie Kalinine (Armide), Julien Dran (Renaud), Jean-Sébastien Bou (Hidraot), Pierrick Boisseau (Adraste, Arcas, Tissapherne, Mégère), Julie Fuchs (Mélisse, una corifea), Katia Valletaz (Doris, una corifea), Chantal Santon (Antiope), Jennifer Borghi (Iphise), Cyrille Dubois (Tisiphone, un cavaliere), Pascal Bourgeois (Alecton); Les Chantres du Centre de musique baroque de Versailles e Les Talens Lyriques, dir. Christophe Rousset (CD - Palazzetto Bru Zane - Centre de musique romantique française). Registrazione dal vivo realizzata all'Arsenal di Metz il 21 e 22 ottobre 2012.